# عصام الشابي
عصام الشابي (23 ديسمبر 1957 -) هو سياسي تونسي وعضو المجلس الوطني التأسيسي عن الحزب الجمهوري.